# Hayashi Shiryu
Hayashi Shiryu fue un espadachín notable durante el período Edo (siglo XVII) de Japón. Shiryu originalmente era un estudiante del estilo de manejo de la espada Hyōhō antes de convertirse en discípulo del famoso Miyamoto Musashi. Antes de que Shiryu se uniera a Musashi, se había batido en duelo con él en un dojo.
Musashi lo derrotó rápidamente incluso perdió el conocimiento después de dejar el dojo. Después de reflexionar sobre su duelo, Musashi sintió que Shiryu había demostrado un talento considerable en la forma en que había luchado y, por lo tanto, sus estudiantes se encargaron de su recuperación. 
Shiryu a partir de entonces se convirtió en un estudiante de Musashi después de que se recuperó por completo. 
Después de que Musashi dejó la región de Owari, Shiryu continuó estudiando bajo la guía de Takemura Yoemon, uno de los estudiantes mayores de Musashi. Después de algún tiempo, Shiryu finalmente recibió la transmisión final del Enmei ryu.
Se cree que Shiryu fue uno de los estudiantes encargados de cuidar la copia original del libro de los cinco anillos (Go rin no sho)  a la muerte de Musashi, entregándolo al clan Yagyu donde pasaría a combinarse con sus técnicas.